# Wanrong
Wanrong (萬榮鄉S, Wànróng XiāngP) è un comune di Taiwan, situato nella provincia di Taiwan e nella contea di Hualien.